# Võ Thị Sáu
Võ Thị Sáu (Đất Đỏ, 1933 - Illa de Côn Sơn, 13 de març de 1952) va ser una estudiant vietnamita que va lluitar com a guerrillera contra els ocupants francesos del Vietnam, que llavors formava part de la Indoxina francesa. Va ser capturada, jutjada, condemnada i executada pels colonialistes francesos el 1952, convertint-se en la primera dona a ser executada a la presó de Côn Sơn. Avui és considerada una màrtir i heroïna nacional vietnamita.

## Biografia
Va néixer a la comuna de Phước Thọ, al districte de Đất Đỏ l'any 1933. Aleshores, formava part de la província de Bà Rịa, però ara forma part del districte de Long Đất, a la província de Bà Rịa–Vũng Tàu. El 1948 es va convertir en el contacte d'un grup guerriller local després que molts dels seus amics i familiars s'unissin al Việt Minh.
Sáu va ser empresonada en tres instal·lacions diferents, l'última de les quals era una caserna de policia a prop de la presó de Côn Sơn, a les illes Côn Đảo. Va ser executada el 23 de gener de 1952, als 18 o 19 anys, per un escamot d'afusellament a la cantonada de Bagne III; es diu que es va negar a portar els ulls embenats.
Quan tenia 14 anys va llançar una granada de mà contra un grup de soldats francesos a la concorreguda zona del mercat, en va matar un i va ferir 12. Va escapar sense ser detectada. A finals de 1949, va llançar una altra granada contra un cap del cantó vietnamita — un home local responsable de l'execució de molts presumptes simpatitzants del Việt Minh. La granada no va poder explotar i va ser capturada per les autoritats franceses.
Avui dia, Sáu és considerada una màrtir nacionalista i un símbol d'esperit revolucionari. El poble vietnamita la venera com un esperit ancestral, i ha acumulat gairebé un seguiment semblant a un culte de devots que veneren la seva tomba al cementiri Hàng Dương de l'illa de Côn Sơn. També hi ha un temple dedicat a ella a la seva ciutat natal, Đất Đỏ. Moltes ciutats i pobles vietnamites també tenen carrers i escoles que porten el seu nom.